# Хроника Холодной войны (1953 год)
Хронология Холодной войны
- 1943
- 1944
- 1945
- 1946
- 1947
- 1948
- 1949
- 1950
- 1951
- 1952
- 1953
- 1954
- 1955
- 1956
- 1957
- 1958
- 1959
- 1960
- 1961
- 1962
- 1963
- 1964
- 1965
- 1966
- 1967
- 1968
- 1969
- 1970
- 1971
- 1972
- 1973
- 1974
- 1975
- 1976
- 1977
- 1978
- 1979
- 1980
- 1981
- 1982
- 1983
- 1984
- 1985
- 1986
- 1987
- 1988
- 1989
- 1990
- 1991

- 20 января: Инаугурация Дуайта Эйзенхауэра, Джон Фостер Даллес становится государственным секретарём США.
- 3 февраля: Резня Батепа на Сан-Томе и Принсипи.
- 28 февраля: Югославия, Греция и Турция подписывают Балканский пакт. Основная цель пакта — сдерживание советского экспансионизма.
- 5 марта: Смерть Сталина, начало борьбы за власть в советском руководстве. НАТО обсуждает возможность самороспуска.
- 17 июня: Восстание 1953 года (так называемый «Мармеладный бунт») в Восточной Германии подавлено советскими войсками. Дискуссии о самороспуске НАТО временно прекращаются.
- 26 июля: Движение 26 июля, возглавляемое Фиделем Кастро, пытается свергнуть правительство Фульхенсио Батисты, начинается Кубинская революция.
- 27 июля: Соглашение о перемирии положило конец боевым действиям в Корейской войне после того, как Президент США Дуайт Эйзенхауэр пригрозил применить ядерное оружие.
- 19 августа: Центральное разведывательное управление (ЦРУ) и британская МИ-6 содействуют роялистскому перевороту в Иране, в результате которого Мохаммад Реза Пехлеви возвращается к власти в качестве шаха Ирана, премьер-министр Мохаммед Мосаддык свергнут в результате операции «Аякс». Переворот был организован из-за иранской национализации нефтяной промышленности и опасений присоединения Ирана к Советскому блоку. СССР соблюдает нейтралитет по отношению к происходящему в Иране.
- 7 сентября: Никита Хрущёв становится лидером Коммунистической партии СССР. Его главный соперник Лаврентий Берия казнён в декабре.
- 23 сентября: Испания и США подписывают Мадридский пакт.
- 4—8 декабря: Президент США Дуайт Эйзенхауэр встречается с Черчиллем и Жозефом Ланиэлем из Франции на Бермудских островах.